# Relations entre les Fidji et l'Union européenne
Les relations entre les Fidji et l’Union européenne remontent à juillet 1973. 

## Représentations

### Délégation des Fidji auprès de l'Union
La délégation des Fidji auprès de l'Union est aussi l'ambassade des Fidji en Belgique. Cette délégation est aussi accrédité auprès de tous les États membres de l'Union auprès desquels les Fidji n'ont pas de délégation.
Le représentant actuel est Ratu Seremaia Tui Cavuilati, qui est aussi Ambassadeur en Belgique. Le but de la mission est de promouvoir les intérêts économiques des Fidji dans le sucre, notamment avec les accords ACP.

## Sources
- (en) Cet article est partiellement ou en totalité issu de l’article de Wikipédia en anglais intitulé « Fiji Mission to the European Union » (voir la liste des auteurs).

## Compléments